# Madaripur (stad)
Madaripur is een stad in Bangladesh. De stad is de hoofdstad van het district Madaripur. De stad telt ongeveer 55.000 inwoners.